# La América
La Comuna n.º 12 La América , a veces mal llamado Calasanz, es una de las 16 comunas de la ciudad de Medellín, capital del Departamento de Antioquia. Está localizada en la Zona Centro Occidental de la ciudad, limita por el norte y por el occidente con la Comuna n.º 13 San Javier; por el oriente y el sur con la Comuna n.º 11 Laureles - Estadio. La altitud de la centralidad de la comuna es de 1534 m s. n. m.

## Historia

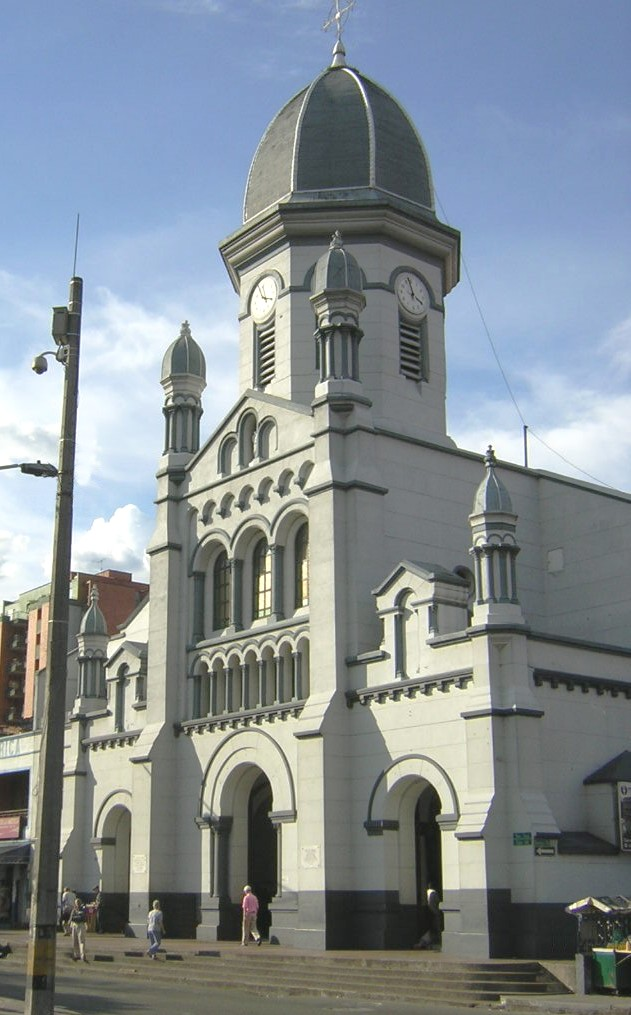
Iglesia de Nuestra Señora de los Dolores, Barrio La América.

Su nombre lo tomó en honor a los cuatrocientos años del descubrimiento de América. Tuvo su comienzo como caserío, La Granja. Las primeras casas se construyeron aproximadamente en el año de 1675. En 1868 cambió su nombre por La América. Fue corregimiento de Medellín hasta 1938. En el pasado estaba conformada por fincas de recreo cuyas viviendas eran casas viejas con vergel o jardín; estas propiedades se fueron vendiendo al igual que los solares, para dar paso a la urbanización. El inicio del proceso de urbanización está asociado a hechos tales como la construcción de la Iglesia Nuestra Señora de los Dolores en 1898; la apertura de la carretera a la América, hoy San Juan en 1908; la inauguración en 1921 de la línea del tranvía a La América y la conformación de las calles Velásquez (hoy carrera 84), Emiliano Sierra (hoy carrera 85), Ulpiano Echeverri (hoy carrera 90) y de la carretera San Juan (hoy calle 44).
Los propietarios de grandes terrenos los vendieron a urbanizadores privados y a entidades como el Municipio de Medellín, el Instituto de Crédito Territorial y la Cooperativa de Habitaciones. La tierra se subdividió y se conformaron conjuntos habitacionales para familias de clase media y obrera, cuya actividad laboral no tenía relación con la agricultura. El origen social de los nuevos habitantes influyó en la determinación del desarrollo urbano actual, que aunque acelerado, no se dio a través de los fenómenos de invasión y urbanización pirata.
Con la agrupación de las viviendas aparecen los barrios y la comuna empieza a conformarse, se genera un centro urbano, identificado en el pasado por la Plaza o Parque de la América, localizado frente a la Iglesia de los Dolores, espacio que desapareció con la ampliación de la Calle San Juan.
En los años 50 y 60 el Instituto de Crédito Territorial adelantó el proceso de urbanización en los barrios La Floresta, Calasanz, Santa Mónica y Santa Lucía. Después de la década de los 70's los urbanizadores privados han jalonado un proceso de transformación de la vivienda unifamiliar en multifamiliar, fenómeno que ha sido más significativo en los barrios Simón Bolívar, Calasanz, América Niza y La Floresta, creando lugares agradables para la clase media y media alta.
En el año de 1998 se creó el barrio Calasanz Parte Alta, el barrio más nuevo de la comuna. Éste barrio ha tenido un proceso de urbanización diferente al del resto de los barrios de ella. La zona centro-occidental alberga casas tradicionales estrato 4 y 5, en la zona occidental y sur se han construido diversas torres y urbanizaciones cerradas de apartementos de estratos 3, 4 y 5, en la zona norte o sector Calasania (cercano a Blanquizal) se encuentran urbanizaciones cerradas de estrato 3. En la zona oriental o sector de La Soledad (compartido con el barrio Ferrini) se encuentra una invasión de viviendas de autoconstrucción de estratos 1 y 2 en el sitio donde se encontraba la cantera de arenilla de la empresa Baldibloques.

## Geografía
La comuna tiene un área total de 389.49 hectáreas, los cuales representan el 22% del área de la zona Centro Occidental y el 3.6% del total de la ciudad.
La topografía de la comuna es suave, hacia el Occidente existen algunos sectores con pendiente media.
En general se presentan suelos estables y aptos para urbanizar, con excepción de los llenos artificiales que son con frecuencia afectados con lo retiros de quebradas.
Desde el punto de vista de arborización y paisajismo urbano es uno de los mejores sectores de la ciudad, con zonas verdes bien mantenidas. La escasa presencia de industrias hace que el sector no presente un alto grado de contaminación atmosférica.
Está irrigada por las quebradas Ana Díaz, La Hueso, La Pelahueso, El Coco, La Matea, El Zanjón de La América, Zanjón de Santa Mónica, La Mina, Cañada Honda y La Magdalena, tienen un recorrido aproximado de 12.203 metros, de éstos aproximadamente, el 16% está en cauce natural, el 28.7% en cobertura, el 32.7% en canal y el restante 22.6% corre por tubería.

## Demografía
| Rango de edad | n.º de habitantes | % Porcentaje |
| ------------- | ----------------- | ------------ |
| 0 - 14        | 21.958            | 22.9         |
| 15 - 39       | 40.368            | 42.1         |
| 40 - 64       | 26.420            | 27.5         |
| 65 y más      | 7.093             | 7.4          |
| Total         | 95,839            | 100.0        |

De acuerdo con las cifras presentadas por La encuesta de Calidad de vida 2010, La América cuenta con una población de 94,165 habitantes, de los cuales 42,290 son hombres y 51,875 son mujeres. La gran mayoría de la población está por debajo de los 44 años del cual el mayor porcentaje lo aporta la población adulta joven (39.31%) con rango de edad de 15 a 44 años. Un 22.06 % representa a los habitantes mayores de 60 años, es decir, la población de la tercera edad.
El Estrato socioeconómico que predomina en La América es el 4 (medio), el cual comprende el 41.08 % de las viviendas; seguido por el estrato 3 (medio-bajo), que corresponde el 27.77 %; le sigue el estrato 5 (medio-alto) con el 26.40 %; seguido por el estrato 2 (bajo) con el 4.76 %; según la encuesta de calidad de vida no hay viviendas en estrato 1.
En los barrios El Danubio y Santa Lucía predomina el estrato 3; en Campoalegre y Santa Mónica, estrato 4; Cristóbal, Los Pinos y La Floresta, estrato 3; en Santa Teresita, Simón Bolívar y Calasanz predomina el estrato 5; en Calasanz parte Alta y Ferrini predominan los estratos 2 y 3.
La América, se desarrolla en una extensión de 389.49 hectáreas, con una densidad de 246 habitantes por hectárea.

### Etnografía
Según las cifras presentadas por el DANE del censo 2005, la composición etnográfica de la comuna es: 
- Mestizos & Blancos (95,0%)
- Afrocolombianos (4,8%)
- Indígenas (0,2%)

## División

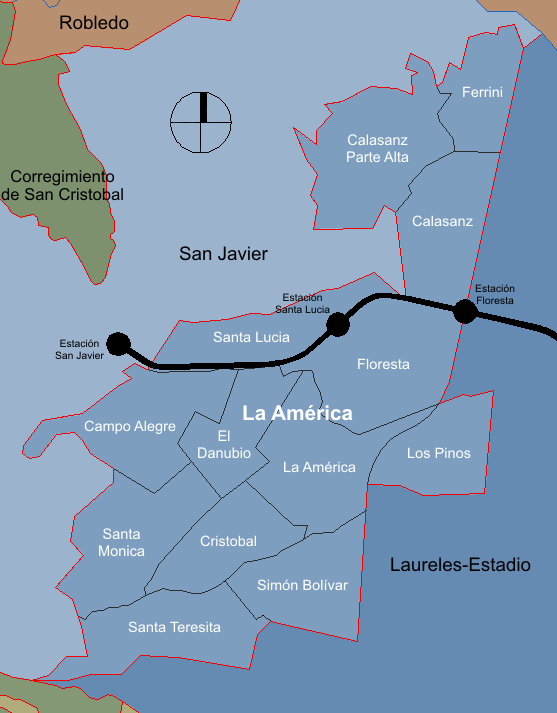
La América, división barrial.

La comuna está conformada por 13 barrios, los cuales son:
| - Ferrini - Calasanz - Los Pinos - La América - La Floresta - Santa Lucía - El Danubio - Campo Alegre - Santa Mónica - Barrio Cristóbal - Simón Bolívar - Santa Teresita - Calasanz Parte Alta |

## Economía y usos del suelo
El uso predominante en la Comuna n.º 12 La América es el residencial, combinado con comercio básico y servicios complementarios a la vivienda.
Se ha configurado alrededor de la Calle San Juan entre la Carrera 80 y la Carrera 95 un Centro de Zona. La Calle San Juan es la principal vía que desde el centro de la ciudad conduce a la América.
Se ha conformado como corredor de comercio minorista múltiple la Carrera 80 a lo largo de toda la comuna. Se consolidó como corredor de comercio básico la zona conformada por la Calle 35, la Carrera 92 y la Carrera 84. Alrededor de las Estaciones del Metro de la Floresta y Santa Lucía, se han configurado centros de sector.

## Infraestructura vial y transporte
En general la comuna está bien dotada de infraestructura vial. Se caracteriza por un sistema arterial en dirección oriente-occidente articulado por las calles San Juan y Colombia y en sentido norte-sur por la Avenida 80. Las vías colectoras básicas son las carreras 83, 84 y 92 en sentido norte-sur. Dirigidas de oriente a occidente están los pares viales de las quebradas La Hueso, La Pelahueso y Ana Díaz. Es de anotar que sobre la quebrada La Hueso se extiende la Línea B del Metro.
Las rutas que cubren el transporte público en la Comuna son: Barrio Cristóbal, Éxito-Corazón, La Floresta-Estadio, Belencito-Corazón, San Javier Derecho, San Javier Niza, (todas de la empresa Conducciones La América), Santa Mónica, Simón Bolívar - Unicentro, San Javier-La Loma (Tax Maya S.A.S), La Floresta-Calasanz, Calasanz-Boston (Coonatra), Blanquizal (Cootrablanquizal),  entre otras. Estas rutas están orientadas hacia el centro de la ciudad, utilizando las vías de mayores especificaciones y posibilidades operativas en la circulación del parque automotor.
El sistema de transporte masivo, Metro, ofrece a los residentes de esta comuna un servicio de transporte rápido, cómodo y seguro, en la comuna se ubican las estaciones Santa Lucía y La Floresta, esta última compartida con la Comuna n.º 11 Laureles - Estadio.

## Sitios de interés
- Museo Etnográfico Miguel Ángel Builes, ubicado en el barrio Ferrini, el museo muestra la cultura de los nativos del Vaupés, es dirigido por los padres Javerianos.
- Son de destacar por su significado tradicional el Templo de Nuestra Señora de los Dolores y el Templo de la Inmaculada Concepción de la Floresta.
- Biblioteca Pública La Floresta.
- Parque de La Floresta.
- Unidad Deportiva La Floresta.
- Parque del Ajedrez.
- Unidad Deportiva Barrio Cristóbal.
- Facultad de Artes y Humanidades ITM
- Liceo Salazar y Herrera.